# Glenea maunieri
Glenea maunieri är en skalbaggsart. Glenea maunieri ingår i släktet Glenea och familjen långhorningar.

## Underarter
Arten delas in i följande underarter:
- G. m. latefascicollis
- G. m. maunieri
- G. m. horiensis